# Sân bay Semporna
Sân bay Semporna (IATA: SMM, ICAO: WBKA) là một airport ở Semporna, thuộc bang Sabah, Malaysia. Hiện giờ không có chuyến bay nào đến sân bay này.